# Illegal
«Illegal» (рус. Преступление) — третий и последний сингл колумбийской певицы Шакиры из её второго англоязычного студийного альбома Oral Fixation, Vol. 2 (2005). В записи песни принял участие мексиканский гитарист Карлос Сантана. Сингл стал хитом в таких странах как Италия и Нидерланды.

## О песне
«Illegal» — это музыкальное сотрудничество Шакиры и Карлоса Сантаны. Песня была хорошо принята музыкальными критиками и была выделена в качестве примера постоянно развивающейся способности Шакиры писать песни на английском языке. Редактор Allmusic, Стивен Томас Эрлевайн отметил, что певица выбирает неожиданные направления для своей музыки.

## Список композиций
CD 1
1. «Illegal» (Album Version) featuring Carlos Santana — 3:54
2. «Illegal» (Ali Dee Remix) featuring Carlos Santana — 3:49
3. «Obtener un Sí» (Album Version) — 3:20

CD 2
1. «Illegal» (Album Version) featuring Carlos Santana
2. «Illegal» (Ali Dee Remix) featuring Carlos Santana
3. «La Tortura» (Album Version)
4. «La Tortura» (CD-Rom Video)

Promotional CD (не для продажи)
1. «Illegal» (Johnny Vicious Warehouse Mix) — 10:00
2. «Illegal» (Johnny Vicious Warehouse Radio Mix) — 3:45
3. «Illegal» (Johnny Vicious Roxy Mix) — 8:00
4. «Illegal» (Johnny Vicious Roxy Radio Mix) — 4:14
5. «Illegal» (Johnny Vicious Ballroom Mix) — 7:28
6. «Illegal» (Johnny Vicious Ballroom Dub) — 5:37
7. «Illegal» (Johnny Vicious Roxy Dub) — 6:10

## Чарты
| Чарт                                        | Высшая позиция |
| ------------------------------------------- | -------------- |
| Австрия (Ö3 Austria Top 40)                 | 9              |
| Бельгия/Фландрия (Ultratop 50)              | 22             |
| Бельгия/Валлония (Ultratop 50)              | 16             |
| Чехия (Rádio — Top 100)                     | 4              |
| Дания (Tracklisten)                         | 27             |
| Европа (Billboard European Hot 100 Singles) | 21             |
| Германия (GfK)                              | 11             |
| Венгрия (Rádiós Top 40)                     | 6              |
| Ирландия (IRMA)                             | 21             |
| Италия (FIMI)                               | 4              |
| Финляндия (Suomen virallinen lista)         | 14             |
| Нидерланды (Single Top 100)                 | 7              |
| UPFR                                        | 1              |
| Словакия (Rádio — Top 100)                  | 3              |
| Швеция (Sverigetopplistan)                  | 47             |
| Швейцария (Schweizer Hitparade)             | 10             |
| Великобритания (OCC UK Singles)             | 34             |
| США (Billboard Dance Club Songs)            | 1              |

### Годовые чарты
| Год  | Чарт     | Позиция |
| ---- | -------- | ------- |
| 2007 | Германия | 76      |
| 2007 | Румыния  | 35      |